# Aktinij
Aktinij (latinsko actinium, dob. 'žarek') je kemični element v periodnem sistemu elementov z znakom Ac in atomskim številom 89. Je srebrne barve in radioaktiven. Leta 1899 ga je odkril Andre Debierne.